# Clark Y

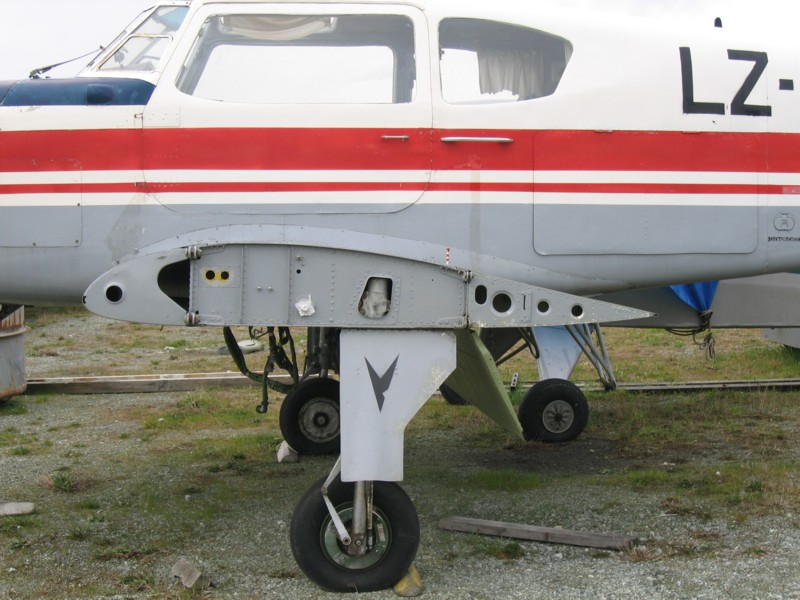
Corte de uma asa de avião com formato Clark Y.

Clark Y é um tipo de aerofólio, largamente usado em aeronaves e muito estudado em aerodinâmica durante os anos, tendo sido criado em 1922 por Virginius E. Clark. O aerofólio tem uma espessura de 11,7% sendo plano na superfície inferior de 30% da corda média aerodinâmica. A superfície plana inferior simplifica a medição dos ângulos dos propulsores e facilita a construção de asas em superfície plana.
O modelo dá desempenho geral razoável em relação a razão de planeio e tem características benignas para estabilidade, mas a superfície inferior plana é sub-ótima do ponto de vista aerodinâmico, e que raramente é usado em novos projetos.
O Clark Y tem grandes vantagens para a construção de modelos de aeronaves, graças ao desempenho de voo que o modelo oferece em fluxos de ar médio em coeficiente de Reynolds, é atraente por sua superfície inferior quase horizontal, o que ajuda na construção precisa de asas sobre os planos montados em uma placa de construção plana, o modelo também permite a instalação de ailerons, flaps, etc., sem uma excessiva redução no desempenho.

## Clark YH
O Clark YH é uma variante do Clark Y, sendo semelhante, mas com um bordo de fuga refletido, produzindo um movimento de arfagem mais positivo, reduzindo o peso da cauda requerido para estabilizar a aeronave.